# 大红门站 (地铁)
大红门站是一个位于中国北京市丰台区大红门街道南苑路、临泓路交叉口，属于北京地铁10号线的一座地铁车站。
10号线部分于2012年12月30日启用；8号线部分虽然已建成站台主体结构，但目前受换乘通道建设受阻而无法启用，所有8号线列车以大约80km/h的速度通过，均不停靠通过本站。8号线大红门站预计2025年开通运营。

## 位置
大红门站位于南苑路（南北向）和临泓路（东西向）交叉口。10号线车站位于路口西南，呈东西向布置；8号线车站位于路口南侧，呈南北向布置。

## 车站设计

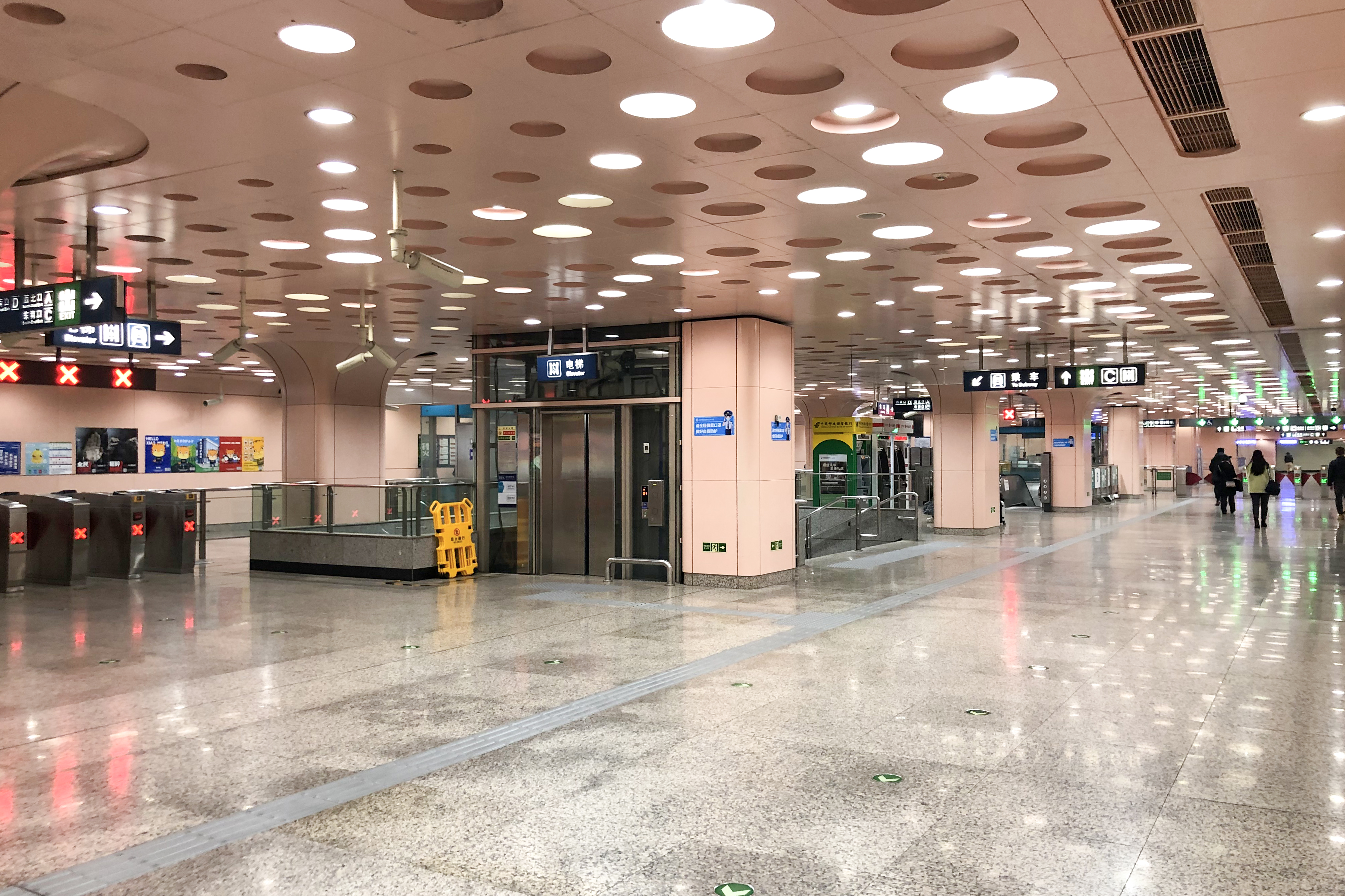
大红门站10号线站厅（2021年2月摄）

大红门站的10号线部分为地下二层岛式车站，以“梦想绽放”为设计主题；8号线部分则为地下三层岛式车站。

### 车站楼层
| 地面层                            | 街道                           | A—D出入口                        |
| 地下一层 10号线站厅层             | 10号线站厅                     | 客务中心、自动售票机、进出站闸机 |
| 地下一层 10号线站厅层             | 设备层                         | 8号线车站设备                    |
| 地下二层 8号线站厅层 10号线站台层 | 8号线站厅                      | 客务中心、自动售票机、进出站闸机 |
| 地下二层 8号线站厅层 10号线站台层 | █ 10号线内环（角门东）         |                                  |
| 地下二层 8号线站厅层 10号线站台层 | 岛式站台，左側開门             |                                  |
| 地下二层 8号线站厅层 10号线站台层 | █ 10号线外环（石榴庄）         |                                  |
| 地下三层 （暂缓启用） 8号线站台层 |                                | █ 8号线往朱辛庄（海户屯）        |
| 地下三层 （暂缓启用） 8号线站台层 | 岛式站台，左側開门（暂缓开通） |                                  |
| 地下三层 （暂缓启用） 8号线站台层 | █ 8号线往瀛海（大红门南）      |                                  |

### 站厅及换乘
10号线大红门站站厅位于地下一层，通过双向换乘通道与地下二层的8号线站厅相连。

### 站台
10号线大红门站设有一个岛式站台，位于临泓路地底；8号线大红门站设有一个岛式站台，位于南苑路地底。
10号线月台西端设有一条渡线。本站西北象限設有一條8號線與10號線之間的聯絡線。

## 出入口
10号线大红门站现有A1、A2、C2、D四个出入口（因C1口未开通，C2口目前实际标注为C口）。8号线大红门站（尚未开通）原计划新建2个出入口，目前仅建成1个出入口：E，并计划与10号线共用C、D出入口。
为配合8号线建设，10号线大红门站C出入口曾两次进行封闭改造，第一次封闭改造时间为2014年11月15日至2015年3月4日，第二次封闭改造时间为2025年5月25日至8月5日；D出入口也曾在2014年8号线车站开工时封闭，并向东改移。
|                           |          |                  |      |                |
|                           |          |                  |      |                |
| 编号                      | 指示     | 建议前往的目的地 | 照片 | 无障碍设施图片 |
| 出口 · A · 1 · 升降机标志 | 临泓路   |                  |      |                |
| 出口 · A · 2              | 临泓路   |                  |      | 不適用         |
| 出口 · C · 升降机标志     | 时村大街 |                  |      |                |
| 出口 · D                  | 临泓路   |                  |      | 不適用         |
| · （尚未开通）            | 南苑路   |                  |      | 不適用         |
| 註： 設有                 |          |                  |      |                |

## 历史
2018年8号线南段开通时，大红门站8号线部分因换乘厅所在地块上的苗圃西里1、2号楼拆迁工作受阻（仍有21户未签约搬迁）而未能开通。2021年7月，苗圃西里1号楼开始拆除，但拆除后的地块空置至2023年12月。2024年2月初，大红门站换乘通道进场施工。